# Lonnes
Lonnes ist eine französische Gemeinde mit 188 Einwohnern (Stand 1. Januar 2022) im Département Charente in der Region Nouvelle-Aquitaine (vor 2016 Poitou-Charentes); sie gehört zum Arrondissement Confolens und zum Kanton Boixe-et-Manslois. Die Einwohner werden Lonnais genannt.

## Geographie
Lonnes liegt etwa 35 Kilometer nördlich von Angoulême. Umgeben wird Lonnes von den Nachbargemeinden Salles-de-Villefagnan im Norden, Verteuil-sur-Charente im Nordosten, Chenon im Osten, Aunac-sur-Charente im Osten und Südosten, Fontenille im Süden sowie Juillé im Südwesten und Westen.

## Bevölkerungsentwicklung
| 1962                       | 1968 | 1975 | 1982 | 1990 | 1999 | 2006 | 2019 |
| -------------------------- | ---- | ---- | ---- | ---- | ---- | ---- | ---- |
| 198                        | 180  | 182  | 165  | 160  | 166  | 165  | 181  |
| Quellen: Cassini und INSEE |      |      |      |      |      |      |      |

## Sehenswürdigkeiten
- Kirche Saint-Barthélemy aus dem 17. Jahrhundert

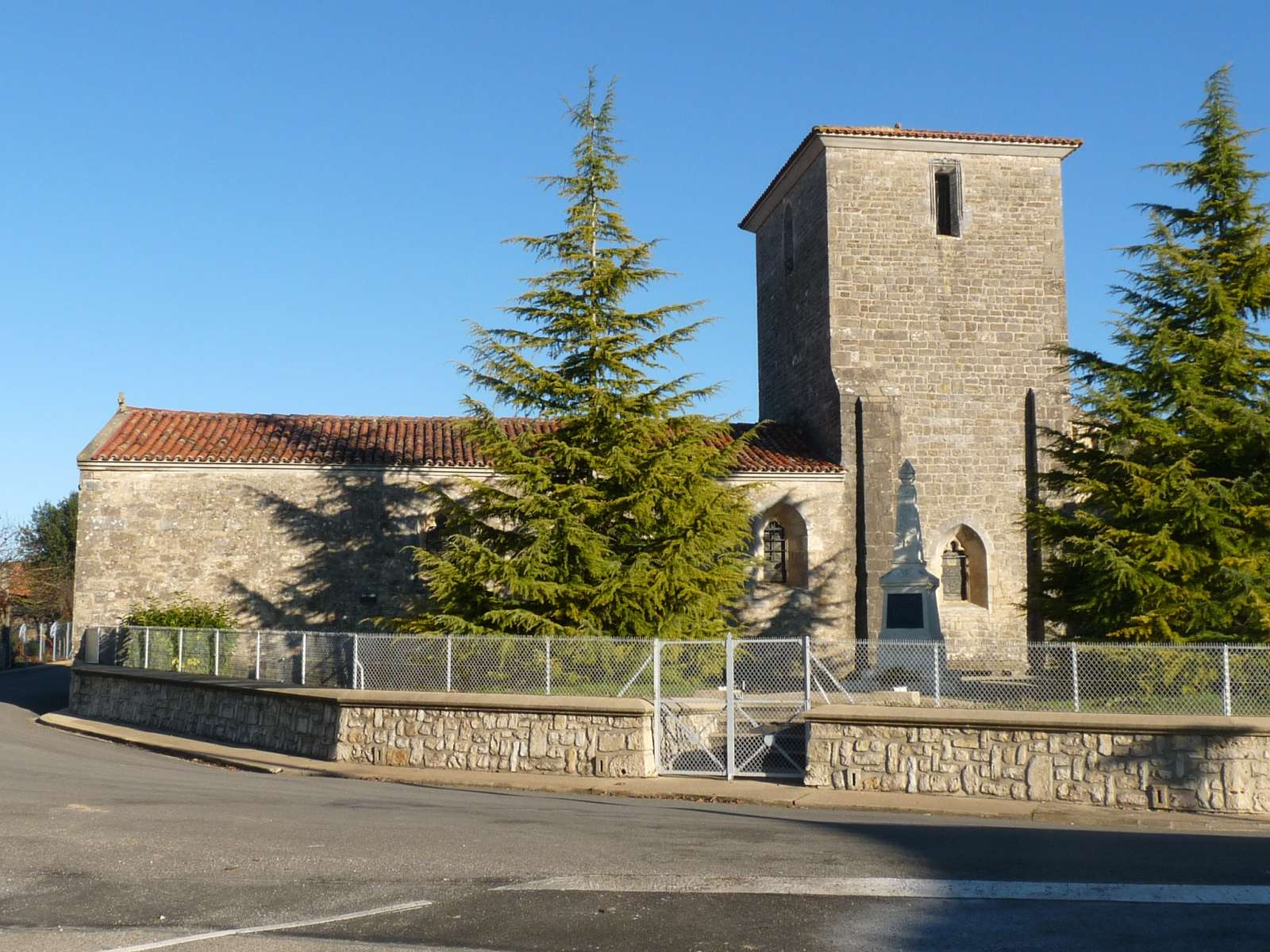
Kirche Saint-Barthélemy